# Wulf Müller
Wulf Müller (* 1966) ist ein ehemaliger deutscher Hockeynationalspieler. Der gebürtige Köthener absolvierte zwischen 1987 und 1990 insgesamt 23 Spiele (18 Feld, 5 Halle) für den A-Kader der DDR. In seiner aktiven Spielzeit stand er für den Cöthener HC 02 (damals BSG Motor Köthen) auf dem Platz, mit dem er zweimal die DDR-Meisterschaft gewinnen konnte. Zwischenzeitlich stand er als Trainer beim Osternienburger HC unter Vertrag, mit welchem er unter anderem 2017 in die 1. Bundesliga aufstieg. Aktuell ist er als Trainer beim Neuaufbau der Herrenmannschaft des Tresenwalder HC beteiligt.
Sein jüngerer Sohn Hannes Müller spielt derzeit beim UHC Hamburg in der 1. Bundesliga und war Kapitän der U-21 Nationalmannschaft. Im Januar 2023 wurde Hannes Müller als Mitglied der Herren-Nationalmannschaft Feldhockey-Weltmeister.
Der ältere Sohn Martin Müller, ebenfalls ehemalig in der Jugendnationalmannschaft aktiv gewesen, spielt hingegen für den Cöthener HC in der 1. Hallenhockey-Bundesliga.